# میکل اندرسون (دوچرخه‌سوار)
میکل اندرسون (انگلیسی: Michael Andersson؛ زادهٔ ۴ مارس ۱۹۶۷) دوچرخه‌سوار اهل سوئد است.
وی در مسابقات کشوری و بین‌المللی در مجموع برندهٔ ۱ مدال نقره شده‌است.